# Ridracoli
Ridràcoli (Ridràcle in romagnolo) è una frazione del comune di Bagno di Romagna, situata nell'alta valle del Bidente in provincia di Forlì-Cesena.

## Geografia fisica
Il piccolo paese dell'Appennino forlivese sorge a 433 metri s.l.m. e confina con il Parco nazionale delle Foreste Casentinesi, Monte Falterona e Campigna.

## Storia
Sembra che il nome del paese di Ridracoli abbia origine da una corruzione del toponimo Rio degli Oracoli, dal latino "Rivus Oraculorum", che potrebbe indicare che lungo il corso d'acqua nei pressi del borgo fosse presente in tempi antichi un tempio pagano. 
In periodo medievale, attestato nei documenti dal 1216, era presente un castello. Il Castrum Ridiracoli, di proprietà dei conti Guidi passerà poi ai Signori di Valbona, sotto il cui dominio risulterà nel 1371, quando vi erano presenti sei focolari.
Nel 1442 le foreste di queste zone furono assegnate dalla Repubblica di Firenze all’Opera del Duomo per fini economici.
Nel XVI secolo sarà assegnato al Capitanato di Bagno e dal 1528 diverrà Comune autonomo con possibilità di emettere statuti propri, a causa della distanza da Bagno di Romagna (25 km).
Nel 1785 entrò a far parte della Diocesi di Sansepolcro.
L'economia della zona era di tipo montano, legata al taglio del bosco e alla produzione del carbone, e all’allevamento ovino per la produzione di formaggio e lana. La coltivazione era limitata ata ai terreni meno impervi.
Secondo antiche tradizioni, fino ai primi anni Cinquanta del Novecento si svolgeva la Fiera del Birracchio. I permessi per questa annuale fiera del bestiame, tenuta nel piazzale della chiesa ogni 27 ottobre, furono concessi per la distanza di questo nucleo abitativo dal Comune di Bagno di Romagna. Numerosi i partecipanti che affluivano dai paesi limitrofi. 
L'elettrificazione è arrivata solo con la costruzione della diga, tra la fine degli anni settanta e gli ottanta.
Nel 1595 il paese contava 250 abitanti, saliti fino a 326 nel 1913. Nel secondo dopoguerra, con il fenomeno dello spopolamento delle zone montane che si manifestò in tutta la fascia appenninica dell'Emilia Romagna, gli abitanti scesero da 120 nel 1962 a soli 43 nel 1971. Nel 1994 erano rimaste solamente sette persone, e nel 2021 si contano quattro abitanti.

## Monumenti e luoghi d'interesse
Il paese comprende il ponte sul Bidente, struttura settecentesca a schiena d'asino opera dell'ingegnere Giulio Gentili di Santa Sofia, costruito in sostituzione di un ponte in legno preesistente, crollato per mancanza di manutenzione nel 1816.
Annesso al ponte, si trovano un edificio in cui aveva sede "l'osteria del Terrore" (dal nome dell'oste), qualche casa, un mulino e la chiesa dei santi Martino e Lorenzo in Ridracoli. Vi è poi Palazzo Giovannetti, in cui aveva sede la scuola rurale, nel 1961 spostata in una nuova struttura accanto alla canonica, ora in stato di abbandono. Non molto distanti dalla chiesa si trovano il cimitero ed i ruderi del castello.
Oggi il borgo ospita IDRO - Ecomuseo delle Acque di Ridracoli, un museo diffuso sul territorio.

### Diga e lago di Ridracoli
A pochi chilometri dal paese sorge la diga di Ridràcoli che sbarra il corso del fiume Bidente, formando l'omonimo lago artificiale. È una delle dighe più grandi e importanti d'Italia e l'acquedotto collegato serve gran parte della Romagna.